# NGC 3199
NGC 3199 (другое обозначение — ESO 127-EN14) — эмиссионная туманность в созвездии Киль.
Этот объект входит в число перечисленных в оригинальной редакции «Нового общего каталога».
Центральной звездой туманности WR 18 является звездой Вольфа — Райе. NGC 3199 испускает сильное рентгеновское излучение, вызываемое быстрым звёздным ветром. Излучение сильнее в области к юго-востоку от звезды.